# Autoguvernare

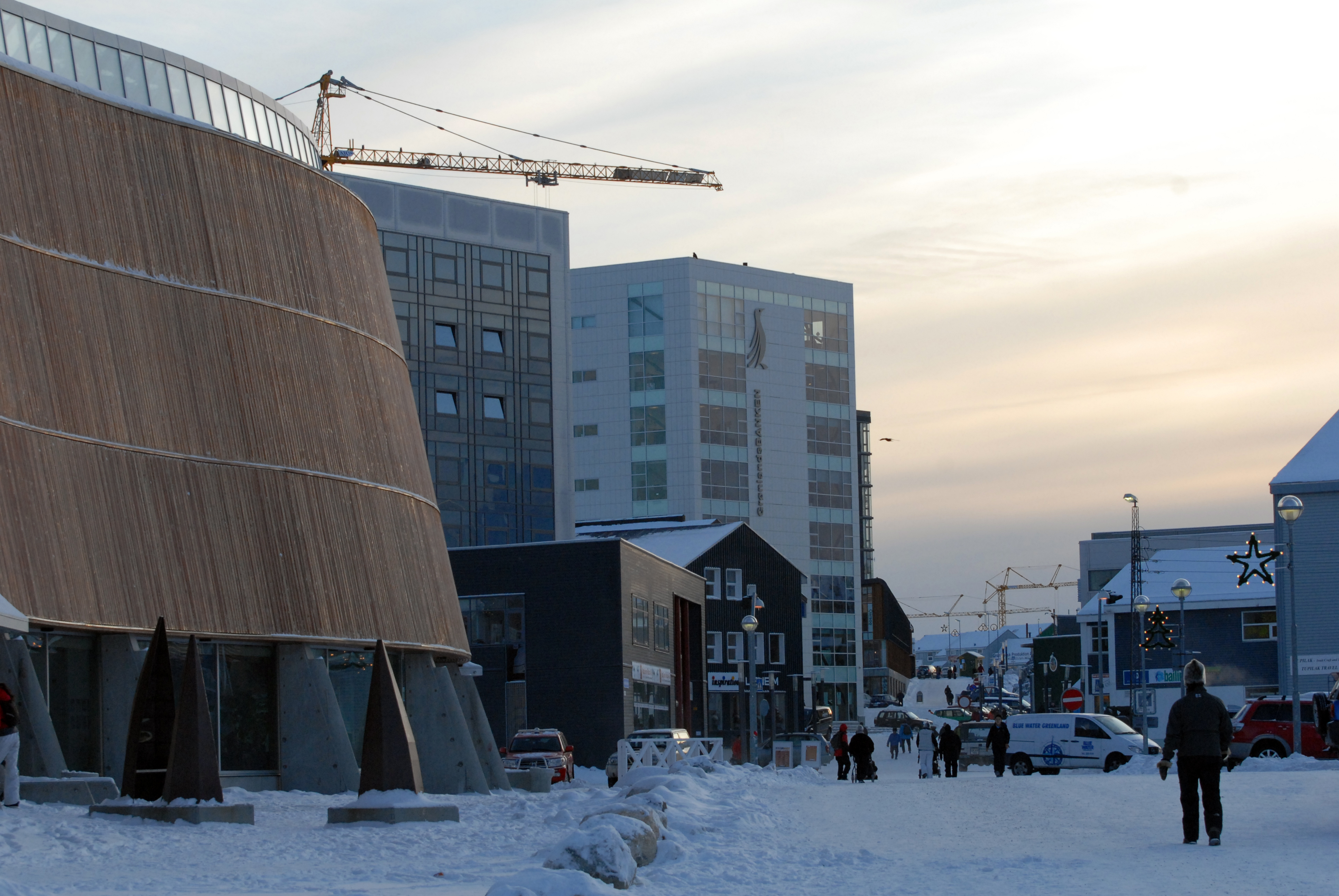
Nuuk, Groenlanda, un teritoriu autonom al Regatului Danemarcei, este autoguvernată din 2009.

Autoguvernarea, autosuveranitatea sau autonomia este capacitatea unei persoane sau a unui grup de a exercita toate funcțiile necesare de reglementare fără intervenția unei autorități externe. Aceasta poate face referire la comportamentul personal sau la orice formă de instituție, cum ar fi unități familiale, grupuri sociale, organisme juridice, organizații industriale, religii și entități politice de diverse grade. Autoguvernarea este strâns legată de diverse concepte filozofice și socio-politice, cum ar fi autonomia, independența, autocontrolul, autodisciplina și suveranitatea.

## Context
Acest principiu a fost explorat în filosofie de secole, cu figuri din filosofia greacă clasică, precum Platon, susținând că stăpânirea de sine este necesară pentru adevărata libertate. Platon credea că indivizii sau grupurile nu pot atinge libertatea decât dacă își guvernează propriile plăceri și dorințe; altfel, vor fi într-o stare de sclavie. El afirmă că stăpânirea de sine reprezintă abilitatea de a fi propriul stăpân, adică de a putea controla propriile impulsuri și dorințe, în loc de a fi controlat de acestea. Prin urmare, acest principiu nu este doar o libertate morală fundamentală, ci și o condiție necesară pentru libertatea politică și, prin extensie, pentru libertatea și autonomia oricărei structuri politice.
John Locke a dezvoltat mai departe această idee, argumentând că libertatea autentică necesită autodisciplină cognitivă și autoguvernare. El credea că capacitatea omului de a se autoguverna este sursa tuturor libertăților. Locke considera că libertatea nu este o posesie, ci o acțiune; nu este ceva ce ai, ci ceva ce faci. El propune că raționalitatea este cheia către adevărata autonomie și agentivitate și că guvernarea politică este posibilă prin guvernarea propriei judecăți. Filosofia sa politică a avut o influență proeminentă asupra lui Immanuel Kant și a fost ulterior preluată, parțial, de Părinții fondatori ai Statelor Unite ale Americii.

## Mijloacele autoguvernării
Mijloacele autoguvernării cuprind:
- Un cod de conduită care stabilește comportamentul acceptabil în cadrul unității sau grupului. Acesta poate include un cod legal sau etic (de exemplu, Jurământul lui Hippocrate pentru medici sau coduri de etică profesională stabilite).
- Un mecanism de asigurare a faptului că o autoritate externă nu intervine decât dacă și până când anumite criterii sunt îndeplinite.
- Un mijloc de facilitare a funcțiilor intenționate ale unității sau grupului.
- Un sistem de înregistrare și soluționare a plângerilor (de exemplu, cazuri de malpraxis medical).
- Un sistem de proceduri disciplinare în cadrul unității sau grupului, de la amenzi și mustrări până la pedepse extreme, inclusiv pedeapsa cu moartea.
- Un mijloc de suprimare a partidelor, facțiunilor, tendințelor sau altor sub-grupuri care încearcă să se separe de unitate sau grup.